# Khedafi Djelkhir
Khedafi Djelkhir (Besanzón, 26 de octubre de 1983) es un deportista francés que compitió en boxeo.
Participó en dos Juegos Olímpicos de Verano, en los años 2004 y 2008, obteniendo una medalla de plata en Pekín 2008, en el peso pluma. Ganó una medalla de plata en el Campeonato Europeo de Boxeo Aficionado de 2004, en el mismo peso.

## Palmarés internacional
| Juegos Olímpicos   | Juegos Olímpicos | Juegos Olímpicos | Juegos Olímpicos |
| Año                | Lugar            | Medalla          | Categoría        |
| ------------------ | ---------------- | ---------------- | ---------------- |
| 2008               | Pekín (China)    | Medalla de plata | 57 kg            |
| Campeonato Europeo |                  |                  |                  |
| Año                | Lugar            | Medalla          | Categoría        |
| 2004               | Pula (Croacia)   | Medalla de plata | 57 kg            |